# Зимбабвийско-малавийские отношения
Зимбабвийско-малавийские отношения — двусторонние дипломатические отношения между Зимбабве и Малави. 

## История
В 1953 году территории современных Замбии, Малави и Зимбабве были объединены в единое полунезависимое государство под британским протекторатом. В 1964 году Замбия и Малави стали независимыми государствами, а на территории современного Зимбабве была провозглашена непризнанная Родезия под руководством Яна Смита. 
В июле 2014 года президент Зимбабве Роберт Мугабе прибыл в Лилонгве с официальным визитом для участия в праздничных мероприятиях, посвященных 50-й годовщине независимости Малави. В октябре 2015 года президент Малави Питер Мутарика дал интервью Голосу Америки в котором заявил, что между Малави и Зимбабве сложились превосходные отношения, а также добавил, что считает Роберта Мугабе настоящим героем Африки.
В ноябре 2017 года в Зимбабве произошёл военный переворот, президент Роберт Мугабе был взят под стражу. 15 ноября 2017 года министр иностранных дел Малави заявил, что его страна отказывается комментировать возникший кризис власти в Зимбабве и что правительство Малави продолжает пристально следить за ситуацией.

## Торговля
Малави и Зимбабве подписали двустороннее торговое соглашение, благодаря которому стало возможным осуществлять беспошлинную торговлю между странами. Зимбабве является одним из крупнейших торговых партнеров Малави.